# Siegmund Haber

Siegmund Haber

Siegmund Haber (* 11. September 1835 in Neisse; † 27. Februar 1895 in Berlin) war ein deutscher Publizist und Schriftsteller.

## Leben
Haber durchlief eine kaufmännische Ausbildung und war mehrere Jahre Geschäftsreisender, dann Handlungsgehilfe und Kontorist in Breslau. 1870 ging er nach Berlin, wo er mit Rudolf Mosse bekannt wurde. 1872 gründete Mosse mit Haber das Berliner Tageblatt, wobei Haber besonders für die humoristische Beilage Ulk verantwortlich war, deren Chefredakteur er bis zu seinem Tode blieb. In diesem politisch-satirischen und lokal-humoristischen Witzblatt führte er sehr populäre Figuren ein, den Eckensteher Nunne, die Confectionsmamsell Paula Erbswurst vom Hausvogteiplatz links und die Frau Rentier Schladeberg aus der Manteuffelstraße, die sich regelmäßig zu aktuellen politischen und gesellschaftlichen Themen äußerten. Mitarbeiter bei Habers Blatt war längere Zeit Richard Schmidt-Cabanis der 1895 die Chefredaktion übernahm. Haber schrieb für viele Zeitungen u. a. lieferte er über viele Jahre hin regelmäßig eine „Sonntagsplauderei“ für die National-Zeitung. Neben seiner Zeitungsarbeit veröffentlichte Haber über dreißig Schwänke, Lustspiele und humoristische Sammlungen. Er war Mitglied des jüdischen Schriftstellerverbandes und des Vereins Berliner Presse.

## Werke (in Auswahl)
- Frau Fortuna. Schwank. 1866.
- Der Maskenball. Burleske. 1867.
- Salon pour la coupe des cheveux. Posse mit Gesang. 1867.
- Tante Preciosa. Original-Posse mit Gesang in 3 Akten. Bittner, Berlin 1869. (Digitalisat)
- Ein Stündchen auf dem Comptoir. Posse mit Gesang. Bloch, Berlin 1872. Digitalisat
- Drüben. Genrebild mit Gesang. 1867 Digitalisat
- Der dunkle Punkt. Lustspiel in drei Acten. Berlin 1877. Digitalisat
- Berlin bei Nacht. Kaiserstädtische Kneipstudien. Jakobsthal, Berlin 1887.[4]
- An der Mosel. Patriotisches Gemälde mit Gesang. Reclam, Leipzig 1889. Digitalisat
- Paragraph Elf. Kaiserstädtische Kneipstudien. 1889.[5]
- Ein Beeffsteak mit Hindernissen. Schwank mit Gesang in 1 Akt. Musik von Richard Bial. Bloch, Berlin ca. 1890.
- Ernst bei Seite. Lustige Anspruchslosigkeiten. Freund & Jeckel, Berlin 1891.[6]
- Reiselustiges. Allerhand über Rumtreiben und Zuhausbleiben. Freund & Jeckel, Berlin 1894.[7]
- Lustiges und Listiges. Herausgegeben von Fritz Engel. Freund & Jeckel, Berlin 1899.[8]